# Dit is in Bethlehem

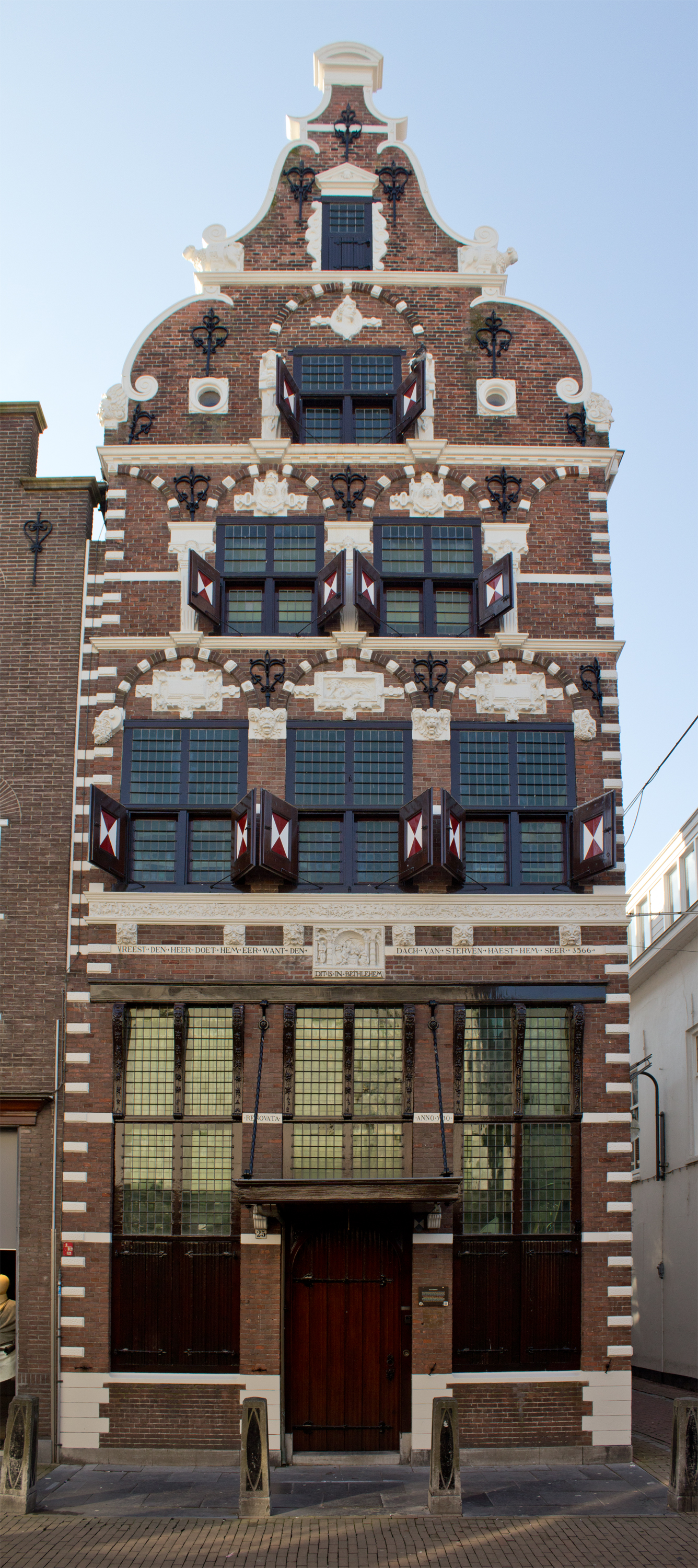
Dit is in Bethlehem, Gorinchem

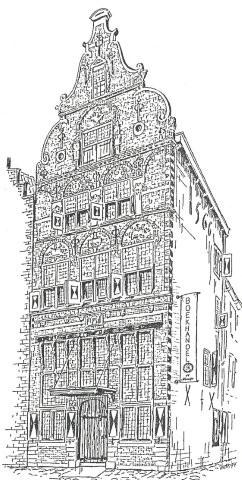
Tekening pand

Het pand Dit is in Bethlehem is een monumentaal pand in Gorinchem, in de Nederlandse provincie Zuid-Holland. Het pand bevindt zich in de Gasthuisstraat op nummer 25.

## Geschiedenis
Het pand stamt uit 1566 en was oorspronkelijk een patriciërswoning. De gevel is gemaakt in Renaissance-stijl. Aan de zijkant van het gebouw in de Tinnergietersteeg staat met behulp van de muurankers het jaartal weergegeven.
De gevel bevat verschillende beeldhouwwerken. Een ervan toont een kersttafereel met de tekst 'Dit is in Bethlehem'. Naar verluidt komt de steen uit het Minderbroedersklooster in de Arkelstraat (waar ook enkele martelaren van Gorcum gewoond hebben), een termijnhuis van de Utrechtse vestiging. Toen het klooster werd afgebroken na de verovering van de stad door de Watergeuzen is deze steen uiteindelijk opgenomen in het pand aan de Gasthuisstraat. Boven de ingang staat de tekst: "Vreest den Heer, doet Hem eer; want den dach van sterven haest Hem seer 1566".
Het huis werd tussen 1910 en 1912 ingrijpend gerestaureerd. De Historische Vereniging ’Oud-Gorcum’ vestigde er daarna een museum in, met de collectie van de vereniging, die bestond uit schilderijen, tekeningen, zilverwerk en dergelijke. Het gebouw werd in 1982 door de gemeente Gorinchem gekocht voor één gulden van de vereniging Oud Gorcum en benoemde ook een conservator. Daarbij werd per 31 maart 1983 de gehele collectie overgenomen door middel van een bruikleenovereenkomst voor 50 jaar. Het meeste beeldhouwwerk werd vernieuwd bij een nieuwe restauratie tussen 1984 en 1985.
De gemeente ondervond na verloop van tijd dat de wettelijke eisen aan musea veranderden en bovendien konden er geen grote tentoonstellingen worden gehouden. Mede daarom is het museum in 1995 verhuisd naar het oude stadhuis aan de Grote Markt, onder de naam Gorcums museum. Dat kwam vrij omdat de ambtenaren naar een nieuw stadhuis verhuisden. De historische collectie is nu te bezichtigen op de eerste en derde etage.
Anno 2021 is er een zelfstandige literaire boekhandel in gevestigd de Mandarijn en heeft de Historische Vereniging ’Oud-Gorcum’ er zijn vergaderruimte. Er is een Stichting Vrienden van "Dit Is in Bethlehem".

## Bron
1. ↑  De site van de gevestigde boekhandel
2. ↑  Archeologie in Gorinchem

- Rijksmonument: 16575
- Virtual International Authority File: 1390148947899654950009